# Heinz Schumann
Heinz Schumann, né le 6 août 1936 à São Paulo au Brésil, est un athlète allemand, spécialiste des épreuves de sprint.
Né à São Paulo de parents allemands, il participe aux Jeux olympiques d'été de 1964 à Tokyo où il se classe 5e du 100 m et est éliminé en demi-finales du 200 m. 
Il termine 6e du 200 m lors des championnats d'Europe d'athlétisme 1962.
Il est champion d'Allemagne de l'Ouest du 100 m en 1962, du 200 m en 1964, et du 60 m en salle en 1963.